# خوان سانچز سوتلو
خوان سانچز سوتلو (انگلیسی: Juan Sánchez Sotelo؛ زادهٔ ۲ اکتبر ۱۹۸۷) بازیکن فوتبال اهل آرژانتین است.
از باشگاه‌هایی که در آن بازی کرده‌است می‌توان به باشگاه فوتبال راپید بخارست، باشگاه فوتبال آرسنال ساراندی، و باشگاه فوتبال راسینگ کلوب آویاندا اشاره کرد.